# سکوماتسک ماوه
سکوماتسک ماوه (به لهستانی:  Skomack Mały) یک روستا در لهستان است که در گمینا ودمینه واقع شده‌است.